# والتر بروم
والتر بروم (لهستانی: Walter Brom; ۱۴ ژانویهٔ ۱۹۲۱ – ۱۸ ژوئن ۱۹۶۸) بازیکن فوتبال اهل لهستان بود.
از باشگاه‌هایی که در آن بازی کرده‌است می‌توان به باشگاه فوتبال روخ خوژوف اشاره کرد.
وی همچنین در تیم ملی فوتبال لهستان بازی کرده‌است.